# Jacques Bruneau de La Mérousière
Pour les articles homonymes, voir Bruneau.
Jacques Bruneau, sieur de la Mérousière en Brissarthe, dit Monsieur Jacques né en 1768, mort le 11 décembre 1794, fut un chef chouan de la rive gauche de la Mayenne.

## Biographie

### Origine
Jacques Bruneau, originaire de la terre noble de la Mérousière en Brissarthe où il était né en 1768. Il était issu d'une famille bourgeoise et peu aisée. Son grand-père est enterré à Brissarthe le 4 juillet 1770, ainsi que son père, Pierre, ancien officier à Orléans-Cavalerie. Sa mère, Barbe Hostier, y vivait en 1789 avec ses deux sœurs.
Il entre à dix-huit ans dans un régiment de cavalerie en garnison à Dunkerque. Il servit ensuite dans la Garde constitutionnelle du Roi Louis XVI avec Henri de La Rochejaquelein, de Dieusie et le comte de Sarrazin. Lors de l'assaut du Palais des Tuileries par les révolutionnaires, il combat pour défendre le roi, en tant que deuxième lieutenant de la Garde. Cette journée du 10 août 1792 trompa à l'instar d'Henri de La Rochejaquelein ses espérances.

### Armée vendéenne
Il alla bientôt rejoindre Henri de La Rochejaquelein avec d'autres anciens de la garde constitutionnelle du roi. 
En 1793, Bruneau vint en Anjou et les suivit jusqu'à la bataille de Savenay.
Avec Sarrazin, de Dieusie, Turpin de Crissé, d'Anthenaise, de Terves du Margat, il se réfugia dans les bois nombreux qui existaient alors sur les limites de Maine-et-Loire et de la Loire-Atlantique, recueillant les Vendéens et les mettant en rapport avec les royalistes du pays.

### Chouannerie
Après avoir guerroyé quelque temps avec eux autour de Segré, Sarrazin l'envoya avec Gaullier, Terves et d'Anthenaise, pour soulever les communes riveraines de la Sarthe qui échappaient à l'autorité de Joseph-Juste Coquereau. Au mois de juillet 1794, il alla visiter les rassemblements de Turpin de Crissé, de Dieuzie, de Terves ; se trouva le 26 juillet au combat de Gené, où les Angevins attaquèrent un convoi de Segré. Il s'établit à Contigné et combattit quelque temps avec Joseph-Juste Coquereau. Il resta dans le canton de Joseph-Juste Coquereau qui s'était trouvé à cette action de Segré, pour se guérir d'une blessure.
Sa réserve, sa discrétion, la distinction de ses manières, l'autorité de sa parole, sa valeur, créèrent autour de lui une légende mystérieuse. On lui supposa une naissance illustre, et son crédit s'en augmenta. Il en profita sans s'en prévaloir. Ancien soldat, doué de vues plus larges que les simples paysans qui l'entouraient, son but fut d'organiser la Chouannerie en lui donnant un chef, en le devenant au besoin.
Mais quand, à peine rétabli, il voulut s'associer au terrible Coquereau, il reconnut vite l'impossibilité d'une action commune, et, après lui avoir porté secours à l'attaque de Cherré, il vint au Bignon s'aboucher avec les frères Corbin, du village de la Massonnerie, et entra grâce à eux en relation avec les Chouans du pays, et surtout avec Jambe d'Argent.
Il le reçut avec toutes les marques d'une profonde estime au château de Champfleury. Il s'ouvrit à lui de son projet de donner à tous les royalistes du Maine un chef qui pût les diriger pour les actions communes. Un chef qui, loin de réunir autour de lui les capitaines des différents cantons, irait les visiter et étudier sur place les besoins, les occasions, les dangers locaux, et qui ne prendrait aucune décision sans l'avis des hommes les plus considérés. La première tentative d'abouchement a lieu lors du Combat de la Ramée.
Monsieur Jacques se mit aussitôt à parcourir les paroisses de Villiers, de Bouère, d'Auvers-le-Hamon, Bouessay, Ruillé, Azé, Fromentières, et, s'appuyant particulièrement sur la compagnie de Fromentières, s'établit au Château des Courans à Longuefuye. C'est là que Nicolas-Philipert Le Chandelier de Pierreville vint le trouver après l'échec d'Entrammes pour le prier de prendre le commandement effectif. 
Il ordonna un rassemblement des chefs au Château de la Jupelière, le 28 octobre 1794. Surpris par les Bleus, il y fit preuve de valeur et d'habileté, puis, dans une nouvelle réunion à Bazougers, exposa son plan : entraver l'approvisionnement des villes, décider quelques prêtres à les suivre comme aumôniers, brûler les églises qui servaient de retranchement aux républicains.
Le lendemain, un rassemblement nombreux avait lieu au Camp-Vert; Joseph-Juste Coquereau s'y trouva. On résolut d'attaquer Montsûrs. L'attaque eut lieu le 2 décembre 1794, à la tombée de la nuit. Les postes avancés furent emportés en un clin d'œil, mais les Chouans échouèrent devant les retranchements du château et les murs de la chapelle des trois-Maries, où les troupes républicaines s'étaient retirées. Ce fut un nouvel argument que fit valoir monsieur Jacques pour engager les Chouans à ne plus épargner les églises qui servaient de casernes. Le soir même, sa troupe était rentrée à Bazougers; il la licencia pour jusqu'au printemps, et se dirigea vers l'Anjou. C'est peut-être à cette époque qu'il remporta un avantage sur le cantonnement des Agets.
Les bruits de pacification commençant à circuler, les Chouans du Bas-Maine lui dépêchèrent des messagers pour le prier de venir se mettre à leur tête ou de leur donner ses instructions. Ils ne rapportèrent que la nouvelle de sa mort. Il avait été frappé d'une balle à l'attaque de Daumeray, le 11 décembre 1794, au moment où il tentait d'incendier l'église, et était mort 3 semaines après à Juvardeil. Il avait 26 ans.

## Sources et bibliographie
- « Jacques (Monsieur) », dans Alphonse-Victor Angot, Ferdinand Gaugain, Dictionnaire historique, topographique et biographique de la Mayenne, Goupil, 1900-1910
- Dictionnaire des Chouans de la Mayenne, d'Hubert La Marle, Éditions régionales de l'Ouest, Mayenne, 2005.